# 破嵐万丈シリーズ
『破嵐万丈シリーズ』（はらんばんじょうシリーズ）は、富野由悠季による小説シリーズ。挿絵は美樹本晴彦。朝日ソノラマより出版された雑誌『獅子王』で連載され、ソノラマ文庫より全4巻が刊行された。各巻のタイトルには「破嵐万丈」が含まれているが、特にシリーズと銘打たれているわけではない。
著者である富野が監督を務めたテレビアニメ『無敵鋼人ダイターン3』（1978年 - 1979年放送）のスピンオフ作品。主人公・破嵐万丈やギャリソン時田といった同作のキャラクターも登場しているが、巨大ロボットのダイターン3は登場しない。自身が乗る車にTVアニメと同じ名称となる「マッハアタッカー」の名を付けようかと作中で万丈が独白するくらいで、物語自体もTVアニメとは繋がらないパラレルストーリーである。

## 主な登場人物
破嵐万丈（はらん ばんじょう）
私立探偵。シン・ザ・シティの富裕層、いわゆる特権階級を顧客として高額の報酬を得ている。市内では有名人で、スポーツ万能、学術・芸術に多才。特徴的な髪型でとかく目立つ。プレイボーイでも通っており、女性との交友関係ではたびたび週刊誌ネタになることも。その陰で日々のトレーニングと、人に知られぬ努力は欠かさない。
ミーシャ・マモーン
破嵐万丈探偵社に秘書として勤務。常にオフィスに詰めている。事務員として、探偵社には折々の依頼主の怪しい資金源からの収入を不正なく処理する才媛で、経営面で万丈の首根っこを押さえている。妙齢女性だが探偵社に新メンバーを迎えるにつれ「古狸」と呼ばれるようになった。万丈の前線でのパートナーはそれぞれに個性的なマコトやファン・ファンに譲るものの、万丈にとっては長い付き合いで一番安心できる相手らしい。香港出身、母はオーストラリア人、父は香港の華僑。背丈は小さく、丸っこいくせに尖った顎、インテリで感情の制御が完璧にできる女性、二十ン歳（五にはなってない）。かけている眼鏡は伊達めがね。
ウジノ
探偵社の専属メカニック・マン。探偵社のビル下階のガレージに寝起きしている。重機・兵器から玩具まで整備する万能メカニック。万丈の愛車「ラピド・ポータ」の整備も一任されている。探偵社の車輌や設備管理のほか、万丈らの出動中、事務所に居て通信担当の支援についていることもある。
ファン・ファン
探偵社のスタッフ。プロポーション抜群、明朗快活で可憐な金髪娘。オックスフォード大学在籍の大学生で専攻は心理学とあるが、学校に通っていた時期はほとんどない。来日してオールド・シティに住みついた頃、興味本位に「CG」のメンバーに加入、気性を見込まれて同グループの武闘集団に勧誘され、泡を食ってテロ組織を脱退しようとして組織に追われるはめに。破嵐万丈を巻き込んでの騒動のあと探偵社に採用された。
アメリカ国籍、大会社の社長令嬢で、お嬢様育ちのためマナーやモラルの面では万丈にも厳しい。育ちの良さから上流社会で物怖じしない立ち振舞は探偵業の場面場面でも役立っている。日本語の会話に不自由はないが、繊細な表現になるとボキャブラリーの不足から時折、とんちんかんなやり取りになる。特殊な戦闘訓練は受けていないものの、銃弾が飛び交う最前線にも果敢について行き、囚われれば人質にもなるが、持ち前の愛嬌のおかげで憎まれない。ひっきりなしに万丈からセクハラまがいの接触に遭いつつ、埃まみれ、ゴミまみれをはじめ数多くの艱難を味わい、そのたび「薄幸の美女」と自分で嘆きながらスリリングな環境での生活を楽しんでいるらしい。プロの仕事人である万丈やマコトにとっては保護すべき対象である一方、マイペースな性格で公私混同を気にせず、万丈を取り巻く美女達の「暗黙のルール」をしばしば無頓着に破っている。コルトについては一家言ある。
ハノ・マコト / 波乃 真
探偵社のスタッフ。小柄で容姿端麗。ファンより歳下で、当初は「少女」とも呼ばれていた。文中では赤毛と書かれているが、イラストではストレートの黒髪に描かれている。登場時の身分は国連大学の学生、専攻は心理学と自称していたが後の巻ではその跡はない。
「薔薇戦争」事件の最中、銃撃戦の只中に現れ、以後合流。万丈との面識はなかったが「トキョー・インフォメーション」の紹介で支障はなかった。華奢な見た目にかかわらず常人離れした身体能力と格闘技を身につけ、作中ではプロの殺し屋やサイキック等、どんな相手にも遅れをとっていない。ほか、壁を昇り降りしたり遠泳したり、運転技術にも長ける万能のスーパーウーマン。彼女の曖昧な過去について、組織での戦闘訓練以外に身体になんらかの強化改造を施されていることが仄めかされ、彼女の名前自体、ニュー・ハイパーと呼ばれる超人を示唆する。出動中は、あえて万丈らと行動を共にせず単独で遊撃支援を担当。ピンチに颯爽と現れるクールぶりで万丈を悩殺しながら、付かず離れずの距離を保っている。
サランボー・シン
探偵社のスタッフ。愛称サラ。事務所の家政担当、メイド資格で雇われている。華奢だが芯のしっかりした娘。ファン・ファンが加わってからはさっそく意気投合した。時どき内緒でラピド・ポータを飛行させているらしい。フィリッピン人。
ギャリソン時田（ギャリソンときた）
三千トンクラスのフェリーを改造した豪華クルーザー、海上レストラン『アヒナ・アヒナ』を経営するカイゼル髭と銀髪の老人。タキシード姿でしなやかに振る舞う。レストランは破嵐万丈探偵社の落ち合い場所として利用されているほか、メカのメンテナンス設備も置いてある。破嵐万丈の全面的な支援者だが、ギャリソン自身が前面に立って事件現場に赴くことは原則としてない。

## 用語・設定
シン・ザ・シティ
東京湾に浮かぶ海上都市。日本国が推進する一大プロジェクトとして数十年計画で建設中。羽田から千葉にいたる海上にコンクリートの支柱を無数に打ち込み、その上に都市構造物一切が築かれている。海底の地層にはエネルギー供給、通信等のシステムの基盤が埋設され、ニュー・シンカンセンのホームも海底にある。
高層ビル群が立ち並びハイウェイが交差する海上都市の外観は目下、繁栄を極める。国会議事堂をはじめ日本国の首都機能もシン・ザ・シティへの移行が進み、一方で陸上にある“旧”東京の都市部（オールド・シティ）は発展に立ち遅れ、新旧都市の明暗を分けている。
国際的な経済活性化の事業として諸外国からの圧力で建設が始まった経緯で、シン・ザ・シティ建設には膨大な外国資本が投入され、膨大な外国人労働者も流入した結果、現在のシティは区画・通りによって人種や文化が異なるほど雑多な国際都市の様相を呈する。シティ建設に煽られる経済は初巻時点で今なお加熱中のようだが、巻次の進行とともに建設熱にもやや翳りが見られ、背景にいまだ山積するエネルギー問題、環境問題が語られる。
破嵐万丈探偵社
万丈の事務所兼住居はシン・ザ・シティの中央、マリン・ヒル・ビルの五十六、七、八階を全て占めてオフィスにしている。オフィスはおおむね来訪する依頼客への応対に開かれているが、下階のガレージには高性能マシンを擁し、電話一本でも依頼とあればシティのどこにも五分以内に現着する機動力を探偵社のポリシーにしている。スタッフには少数精鋭、容姿端麗な若い女性を集めており、万丈の女性の趣味が広いために個性的な面々が揃っている。
探偵社は探偵・破嵐万丈の個人事業だが、背景に非公式かつ国際的な情報機関の支援があり、組織の存在は「トキョー・インフォメーション」と示唆される。シン・ザ・シティの有名人である破嵐万丈の顔が売れるほど探偵として隠密行動が難しくなるため、万丈自身は「有名になりすぎた」として表向き廃業や事務所移転をたびたび検討しているが作中では実行されていない。
この時代にそぐわない私立探偵という業務は覗き屋・何でも屋・殺し屋と世間にかん違いされることもあるが、ときに行政の腐敗を暴いたりテロリストと対決することもある一方、普段は民間企業の資金流用の内偵をしたり、愛人の浮気調査（や斡旋）をもっぱらにしている。
ラピド・ポータ
万丈の愛車。車体の形状は2by2のスポーツ・タイプの乗用車。カスタム・カー全盛というシン・ザ・シティの車道では一見目立たないが、高性能。エンジンはターボ・ジェット、姿勢制御用ホバー・ノズルは高速走行時に働くうえ、全開すれば各翼が展開して空も飛べる。小型飛行機としての滞空時間は短いものの、空中戦で武装ヘリコプターを撃墜できる機動性と機銃を備える。狭所にも自在に離着陸でき、市内の一般道路から離陸して飛行ののち一般道に着陸してそのまま走行できる。車体の塗料に微電流を流して発光させ、塗装色を変更する偽装機能もあって神出鬼没、隠密行動中に追跡を許さない。万丈はこの車を「マッハ・アタッカー」と命名しようとしたこともある。
主に万丈が運転・操縦しているが、とくに万丈専用マシンと決まってはおらず、場合によってその場にいるメンバーがそのつど運転を交替している。4巻ではおおむねマコトが操っている。車内には通信機ほか探偵業に用いる設備を積んでいる。
ライヒト・モルデン
万丈の拳銃。外見はプラスチック弾を撃ち出す玩具に見せかけている。市中の活動で警官からの職務質問をかわすためだが、敵を相手に揉み合いでは玩具っぽい外見のせいで銃を見せても威嚇が通じにくいことも。口径等は不明だが拳銃としてはかなりの威力があり、実弾使用時の扱いには訓練を要する。同種のライヒト・モルデン（万丈のより新しいモデル）をマコトも持っている。

## 書誌情報
1. 『破嵐万丈 薔薇戦争』SHI SHI OH NOVELS 1987年5月30日発売 ISBN 978-4257010012 / ソノラマ文庫 1989年3月1日発売 ISBN 978-4257764632
2. 『破嵐万丈 憂鬱ミュージアム』ソノラマ文庫 1989年5月31日発売 ISBN 978-4257764724
3. 『破嵐万丈 ヒット・カップル』ソノラマ文庫 1989年7月31日発売 ISBN 978-4257764830
4. 『破嵐万丈 愛はシベリアから』ソノラマ文庫 1992年1月31日発売 ISBN 978-4257765837